# Ismael Bullialdus
Ismael Bullialdus (Boulliaud, Boulliau), francoski rimskokatoliški duhovnik  in  astronom, * 28. september 1605, Loudun, Vienne, Francija, † 25. november 1694, Pariz.

## Življenje in delo
Bullialdus se je rodil v kalvinistični družini kot prvi preživeli otrok Susanne Motet in Ismaëla Boulliaua, notarja in ljubiteljskega astronoma. Pri enaindvajstetih se je spreobrnil v katolištvo in do šestindvajsetega so ga posvetili v duhovnika.
Najprej je študiral v Loudunu in nato filozofijo v Parizu in pravo v Poitiersu. Leta 1633 je odšel v Pariz, kjer je delal kot knjižničar v Kraljevi knjižnici (Bibliothèque du Roi). Kot knjižničar je z bratoma Pierreom in Jacquesom Dupuyjem veliko potoval po Italiji, Holandiji in Nemčiji, kjer je na veliko kupoval razne knjige.
V letu 1657 je postal tajnik francoskemu veleposlaniku v Holandiji, nato spet knjižničar. Leta 1667 se je preselil na Collège de Laon. Zadnjih pet let življenja je maševal v samostanu St. Victor v Parizu, kjer je umrl.
Leta 1640 je predlagal, da za silo težnosti velja obratni kvadratni zakon, kar je Newton leta 1687 v svojem delu Matematična načela naravoslovja natančneje opredelil kot splošni gravitacijski zakon. Kepler je imel za zakon v mislih prvo potenco.
Bullialdus je bil Gassendijev, Huygensov, Mersenneov in Pascalov prijatelj, ter dejavni privrženec Galileja in Kopernika.
Leta 1645 je objavil delo Astronomia philolaica, ki je obravnavalo eliptične tire planetov, in močno podprlo Keplerjeve domneve. Bullialdus je kritiziral fizikalno teorijo, ki jo je predlagal Kepler za opis gibanja planetov okrog Sonca po eliptičnih tirih. Še posebej je ugovarjal Keplerjevemu predlogu da jakost sile s katero deluje Sonce na planete pojema obratno sorazmerno z razdaljo planetov od Sonca. To je pobijal s tem, da če bi takšna sila obstajala, bi zanjo moral veljati obratni kvadratni zakon. Vendar Bullialdus ni verjel da takšna sila dejansko obstaja.
Newton je v Matematičnih načelih potrdil da so bili Bullialdusovi izračuni velikosti planetnih tirov prav tako točni kot Keplerjevi:
4. aprila 1667 so ga izbrali za člana Kraljeve družbe v Londonu in je bil tako med prvimi njenimi člani, sedem let po njeni ustanovitvi.

## Glavna dela
- De natura lucis (1638)
- Philolaus (1639)
- Expositio rerum mathematicarum ad legendum Platonem utilium, prevod Teona I. (1644)
- Astronomia philolaica (1645)
- De lineis spiralibus (1657)
- Opus novum ad arithmeticam infinitorum (1682)
- Ad astronomos monita duo (1667)

## Priznanja

### Poimenovanja
Po njem se imenuje krater Bullialdus na Luni.